# Sándor Radó (arhitect)
Sándor Radó (2 aprilie 1880, Mohács  – 2 mai 1960, Budapesta)  a fost un arhitect maghiar care a ocupat funcția de arhitect șef al orașului liber regesc Târgu Mureș și este cunoscut mai ales după clădirile sale din această localitate.

## Biografie
Sándor Radó și-a finalizat studiile universitare în 1903 la Universitatea József nádor din Budapesta. Între 1905-1923 a lucrat ca inginer, apoi ca arhitect șef al orașului Târgu Mureș. În 1916 s-a căsătorit cu Klára Bartha la Câmpia Turzii.

## Realizări
Sándor Radó a realizat planurile următoarelor clădiri din Târgu Mureș și împrejurimi:
- Polgári Felsőtagozatos Fiúiskola (în prezent Facultatea de Litere) din Piața Bernády György (1908–1912)
- Kereskedelmi Fiúiskola (în prezent Facultatea de Inginerie), lângă Bastionul măcelarilor (1908–1912)
- Palatul Pensionarilor, lângă Palatul Culturii, în strada George Enescu (1909)
- Camera de Industrie și Comerț din strada Primăriei, realizat împreună cu arhitectul Ede Toroczkai Wigand⁠(hu)[traduceți] (1909)
- Poligonul Cetățenesc de Tir Sportiv din Platoul Cornești (1909)
- Sediul Băncii Albina din Piața Victoriei (1910)
- Izvorul Maria din Stațiunea Sovata (1910)
- Poșta Mare din strada Revoluției (1911)[3]
- Realizarea Bulevardului Cetății (1912)
- Vila Radó din strada Artei (1912)
- Polgári Felsőtagozatos Leányiskola (în prezent Colegiul „Alexandru Papiu Ilarian”) (1912–1913)
- Közigazgatási Iskola (în prezent Casa Sindicatelor) din strada Cuza Vodă (1912–1913)
- Casa Bernády, locuința primarului György Bernády din strada Revoluției(1912–1913)
- Reconstrucția Palatului Apollo (1924)
- Sanatoriul (în prezent Secția Clinică Obstetrică Ginecologie a Spitalului Clinic Județean Mureș) din strada Köteles Sámuel (1929)
- Pavilion de tenis din Parcul Elisabeta (în prezent Parcul Municipal)
- Clădiri industriale (fabrica de gaz metan, întreprinderea de apă și canalizare, centrala de electricitate)

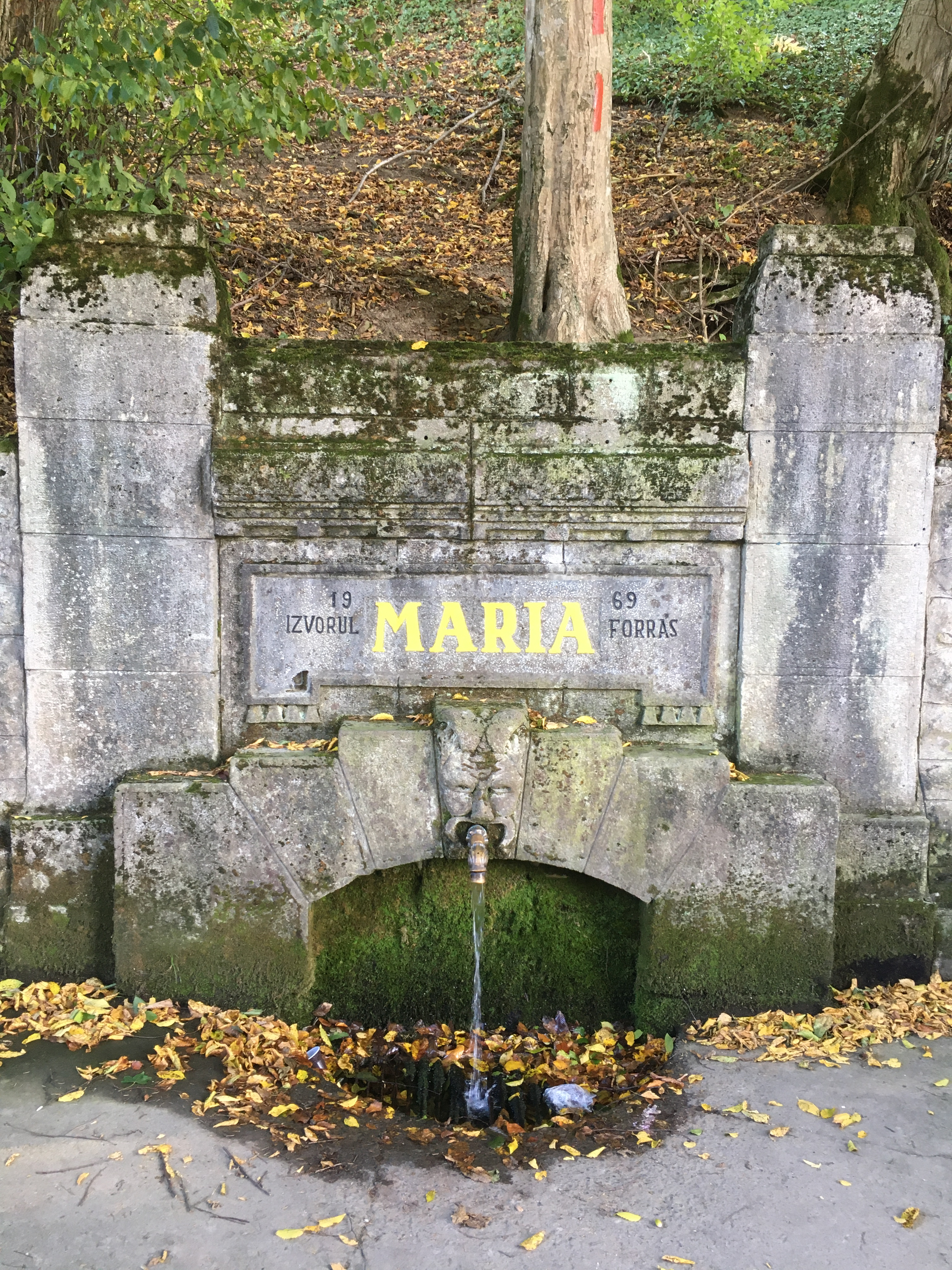
Izvorul Maria din Sovata (1910)